# Katie Greves
Katie Greves est une rameuse britannique née le 2 septembre 1982 à Londres. Elle a remporté la médaille d'argent du huit féminin aux Jeux olympiques d'été de 2016 à Rio de Janeiro.
Elle a aussi remporté la médaille de bronze du huit féminin aux Championnats du monde d'aviron 2007 à Munich et  aux Championnats du monde d'aviron 2011 à Bled ainsi que la médaille d'or aux Championnats d'Europe d'aviron 2016 à Brandebourg et la médaille d'argent aux Championnats d'Europe d'aviron 2014 à Belgrade.
Elle est mariée au rameur Tom Solesbury.